# Дејан Грба
Дејан Грба (Аранђеловац, 1967.) српски је сликар и ликовни педагог.  

## Биографија
Дејан Грба је магистрирао 1996. на Факултету ликовних уметности (ФЛУ) у Београду, на којем данас, у звању доцента, води наставу на предметима Цртање и Трансмедијска истраживања. Боравио је шест месеци као гостујући уметник-професор на Колеџу ликовних и извођачких уметности Сиракјуз универзитета у Сиракјузу (држава Њујорк, САД). Од 2005. године предаје Поетике дигиталне уметности на докторском програму Универзитета уметности у Београду, у чијем оснивању је учествовао.
Први је српски уметник који је добио стипендију америчке владе Junior Faculty Development Program (2007) и први је уметник који је добио стипендију Министарства за науку и технологију Републике Србије за магистарске студије (1996). 2018. конципирао је међународни интердисциплинарни мастер програм Уметност дигиталних медија на Универзитету уметности у Београду.
Објављује стручне и теоријске текстове о ликовним уметностима од 1995. Реализовао је преко 25 самосталних изложби.

## Групне изложбе
- Pro Arts galerija, Оукленд;
- ISEA, Манизалес;
- Zentrum für Kunst und Medien, Карлсруе;
- Galerie für Zeitgenössische Kunst, Лајпциг;
- Museum in Progress, Беч;
- Cultural City Network, Грац;
- Stadtmuseum, Грац;
- Rotor, Грац;
- Музеј савремене уметности, Београд;
- Музеј савремене ликовне уметности, Нови Сад;
- Atelier als Supermedium, Хаг;
- IFA Galerie, Берлин;
- Салон Музеја савремене уметностиi, Београд;
- Галерија Музеја науке и технологије САНУ, Београд;
- Галерија Дома омладине, Београд;
- Ремонт, Београд.

### Групне изложбе на уметничким фестивалима:
- ISEA, Хонг Конг;
- Festival International de la video et des Arts Electroniques, Локарно;
- Tech_Nicks, Лондон;
- In/Out, Праг,
- Белеф, Београд.